# Viktor Suslin
Viktor Suslin –en ruso, Виктор Суслин– (19 de julio de 1944) es un deportista soviético que compitió en remo. Es hermano del también remero Yuri Suslin.
Participó en los Juegos Olímpicos de México 1968, obteniendo una medalla de bronce en la prueba de ocho con timonel. Ganó dos medallas en el Campeonato Mundial de Remo de 1966 y dos medallas en el Campeonato Europeo de Remo, en los años 1967 y 1971.

## Palmarés internacional
| Juegos Olímpicos   | Juegos Olímpicos          | Juegos Olímpicos  | Juegos Olímpicos   |
| Año                | Lugar                     | Medalla           | Prueba             |
| ------------------ | ------------------------- | ----------------- | ------------------ |
| 1968               | Ciudad de México (México) | Medalla de bronce | Ocho con timonel   |
| Campeonato Mundial |                           |                   |                    |
| Año                | Lugar                     | Medalla           | Prueba             |
| 1966               | Bled (Yugoslavia)         | Medalla de plata  | Ocho con timonel   |
| 1966               | Bled (Yugoslavia)         | Medalla de bronce | Dos sin timonel    |
| Campeonato Europeo |                           |                   |                    |
| Año                | Lugar                     | Medalla           | Prueba             |
| 1967               | Vichy (Francia)           | Medalla de bronce | Ocho con timonel   |
| 1971               | Copenhague (Dinamarca)    | Medalla de bronce | Cuatro con timonel |